# Kotor Varoš
Kotor Varoš (serbisk kyrilliska: Котор Варош) är en ort och kommun i entiteten Republika Srpska i Bosnien och Hercegovina.
Under medeltiden hörde Kotor Varoš till Bosnien och erövrades 1519 av Osmanska riket.

## Kända personer från Kotor Varoš
- Zoran Gopčević, vattenpolospelare
- Senijad Ibričić, fotbollsspelare
- Elmin Kurbegović, fotbollsspelare